# 初音ミクの音楽コンテンツ
初音ミクの音楽コンテンツは、クリプトン・フューチャー・メディアのバーチャルシンガーソフトウェア『初音ミク』の音楽関連の商品・コンテンツの一覧。
本記事では初音ミクとコラボした楽器やアーティストについても紹介する。
この記事では、音楽コンテンツを掲載しています。それ以外の情報については下記のページをご参照ください。
- 初音ミクのメディア展開（イベント - ゲーム - 書籍 - 音楽）
  - バリエーション（雪ミク - 桜ミク）
- ピアプロキャラクターズの関連コンテンツ
- プロジェクトセカイのメディア展開

## ユーザーの楽曲の権利処理
多くのユーザーが動画サイト上で初音ミクを用いた作品を発表するといった流行の形はそれまでの音楽業界の常識から外れる部分が大きかった。初音ミクはキャラクターのイラスト・映像と音楽がセットになって広がっていったが（→初音ミク#初音ミク現象）、その一方でミクのデザイン・名前を使用しない歌声のみの商用利用も可能で、その場合は基本的に改めて許諾を受ける必要はない。こうした状況に対して従来とは異なる権利処理が求められることになり、イラストや動画を作成する作者への利益配分の仕組み、作詞作曲者の権利など様々な課題を残した。
ユーザーコミュニティでは、楽曲の商品化に伴って著作権を日本音楽著作権協会（JASRAC）の管理に委ねることに対し、他のユーザーが歌ったりPVを付けたりといった二次利用が難しくなる事態や、著作権及びや権利に対する懸念がされた風土から、特に流行初期は一部に批判が見られた（初音ミク#初音ミク楽曲のJASRAC信託と着うた配信に関する騒動も参照）。2008年にはニコニコ動画がJASRACとの間で管理楽曲の利用についての包括契約を結び、ニコニコ動画内での二次利用についてはJASRACへ信託されても支障なくなったものの、ブログや動画外での利用といった問題が依然残されており、人気楽曲のカラオケ配信や、メジャーレーベルによるCDの発売の際にも、関係各社は著作権の信託を伴わない形で商品化を進めていった。
しかし、商品化が進んでゆく中、カラオケについてはカラオケ店からの利用料の徴収が事業規模の大きいJASRAC以外には出来ないために、曲が盛んに歌われても作詞作曲者が著作権収入を得られないという問題が生じた。2010年7月にクリプトンが行った、初音ミクなどのVOCALOIDを使った楽曲を発表している作家へのアンケートでは、回答者の過半から「自らが自由に楽曲を利用できるかたちで、カラオケなどの楽曲の商用利用によって発生する著作権使用料を得られるようにしたい」との回答を得ていた。JASRACでは理事長自らがニコニコ動画のインターネット放送に出演して、著作権の仕組みについての説明を行った。
次第に権利信託の必要性を認める機運も生まれ、そうした流れに対応する形で、2010年末に、クリプトンや、通信カラオケ大手エクシングの子会社エクシング・ミュージックエンタテイメント、ニコニコ動画運営元の関連会社のドワンゴ・ミュージックエンタテインメントが、楽曲の用途を限定して信託を請け負う音楽出版事業を始めた。音楽出版社を通して曲の権利を信託する場合は、曲ごと、支分権ごとに信託する範囲を調整することが出来るため、これらの業者の音楽出版事業では、インターネットでの利用にかかわる支分権の「インタラクティブ配信」を信託しないように出来るなどの配慮が行われている。クリプトンについては、インタラクティブ配信をJASRACではなくジャパン・ライツ・クリアランス（JRC）に委託し、営利目的利用に限定して著作権使用料を徴収するという独自の仕組みを取り入れている。

## デモソング
バーチャルシンガーソフトウェア製品のデモソング一覧
- 『初音ミク（V2）』
  1. 星のカケラ / 作詞・作曲・編曲：平沢栄司
    - フルバージョンが公認ヴォーカルCDとして販売された。

  2. かくれんぼ / 作詞・作曲・編曲：クロキヨースケ
  3. （名称不明）
- 『初音ミク・アペンド』
  1. 夜の虹 / （「solid」「sweet」使用） / 製作者：whoo
  2. shoelace / （「vivid」使用） / 製作者：ドッP
  3. 影踏み / （「dark」「soft」「sweet」使用） / 製作者：kous
  4. 私らしさ / （「dark」使用） / 製作者：k-shi (けしスタジオ)
  5. chocolat / （「sweet」使用） / 製作者：chiquewa
  6. ハニビー！ / （「Light」使用） / 製作者：もじょP
- 『初音ミク V3』シリーズ
  1. Six Greetings (Short ver.) / （「ORIGINAL」「SWEET」「DARK」「SOFT」「SOLID」「ENGLISH」使用） / 製作者：きくお
  2. Six Greetings (Long ver.) / （「SWEET」「DARK」「SOLID」「ENGLISH」使用） / 製作者：きくお
  3. ペイメント / （2分23秒、「SOFT」「SWEET」使用） / 製作者：Heavenz
  4. Happy Rainy Day / （「SOFT」「SOLID」使用） / 製作者：八王子P
  5. Coming Together / （「ENGLISH」使用） / 製作者：bsc a.k.a kuni
  6. Let The Music Speak / （「ENGLISH」使用） / 製作者：Dan Corches (Fid Rizz)
  7. Shine for me / （「ENGLISH」使用） / 製作者：Cosima & Takaaki Suzuki
  8. New world / （「ENGLISH」使用） / 製作者：Gramline a.k.a O.N.O
  9. LET ME FLY / （「ENGLISH」使用） / 製作者：DAISHI DANCE
- 『初音ミク V4』シリーズ
  1. figure. / （「SOLID」使用） / 製作者：sasakure.UK
  2. 僕が最期に創るプラネタリウム / （「SWEET」「DARK」使用） / 製作者：アオトケイ
  3. ヒアミー / （「SOFT」「ORIGINAL」使用） / 製作者：tilt-six
  4. ミュージックミュージック / （「SOFT」「DARK」使用） / 製作者：とあ
  5. Melody (English Version) / （「ENGLISH」使用） / 製作者：MJQ
  6. Our Broken Anthem  / （「ENGLISH」使用） / 製作者：Circus P
- 『初音ミク V4 CHINESE』
  1. 花与梦 ～keeping～ / 製作者：PIPPO
  2. 失败作少女 ～失敗作少女～ / 製作者：かいりきベア
  3. 初嵐 ～First Storm～ / 製作者：DECO*27
- 『初音ミクNT』
  1. ミルククラウン・オン・ソーネチカ / （Original+」使用） / 製作者：ユジー
  2. 帝国少女 / （「Whisper+」使用） / 制作者：R Sound Design
  3. え？あぁ、そう。 / （「Dark+」使用） / 制作者：蝶々P
  4. 青く駆けろ！ / 制作者：まらしぃ

## KarenTによる配信
クリプトン・フューチャー・メディアのレーベル「KarenT（カレント）」から販売されている初音ミクを用いたコンテンツ。ミクの楽曲は他の国内大手レーベル・ストアからも一部リリースされているが、本レーベルで設立当初から他のストア・サービスと積極的に提携して音楽配信を行っており、2013年時点ではアメリカからのダウンロードが半数を占める。
「SNOW MIKU」や「マジカルミライ」などの公式イベントのコンセプト/コンピレーションCDも発売されており、イベント会場や店舗での販売も行われている。
同レーベルの楽曲はiTunes Store、Amazon Music、mora等でも配信されている。また、KarenT以外により初音ミクの名前が明記されない形で販売されている楽曲もある。
2025年3月現在、配信曲数は約6600、アルバム数は約2150、MVは35にのぼる（KarenT公式サイトの表示数より）。

## 公募・コンテスト
クリプトン社が実施する初音ミク歌唱楽曲の公募企画。同社が権利を有するミク以外のピアプロキャラクターズ（鏡音リン・レン、巡音ルカ、MEIKO、KAITO）が使用対象に含まれるケースもある。
以下は主な例である。
- 初音ミクの公式ライブにおける例
  - 初音ミクのライブ＆企画展「初音ミク マジカルミライ」では、2017年から一般クリエイターの楽曲を公募する「楽曲コンテスト」を実施しており、受賞曲がライブで披露されている[18]。
  - 中国で行われる初音ミクの公式ライブ「未来有你（MIKU WITH YOU）」では、中国版の初音ミク公式投稿サイト「POPPRO」にて楽曲の募集が行われており、定番の企画となっている[19]。
- 初音ミクの公式ゲームにおける例
  - ゲーム「初音ミク Project DIVA」シリーズでは、ユーザー公募楽曲がリズムゲーム等に使われている（ただし、PSPの初代DIVAでは通常のリズムゲーム用楽曲ではなくスタッフクレジットとエディットモードのみ[20][21][20])。
  - クリプトン社のモバイルコンテンツチーム（元CSP推進室）が制作しているゲーム作品では、DIVAと同様にゲーム内で使用されるピアプロキャラクターズ歌唱曲が公募されている。
- 外部コラボ企画における例
  - Sweet Vacationとクリプトンの共同企画で、著作権管理団体ジャパン・ライツ・クリアランス（JRC）の協力により「8bit darling」の楽曲素材を2008年12月17日より無料公開し、初音ミクおよび鏡音リン・レンでの実演に限り動画投稿サイトや個人Blogなどの非商用サイトでの公開を規定して完成楽曲を公募[17]。2009年3月11日より公募曲を収録したミニ・アルバム「8 bit darling project」がTSUTAYAでレンタルおよびTSUTAYA online、iTunes、ミクモバで配信[22]。翌年5月12日にもアルバムに収録するリミックス楽曲を公募し[23]、2009年8月19日に公募曲を収録したアルバム「8 bit darling project」が発売された。
  - 2009年5月2日より初音ミクのコスプレも登場する映画「腐女子彼女。」の主題歌バニラビーンズの「恋のセオリー」のリミックスコンテストが行われ[24][25]、著作権管理団体JRCの協力により初音ミクを使った楽曲素材が無料で公開されており、コンテストの優秀作は音楽配信などによる商品化[26]。

## 主な音楽CD

### イベント関連CD
| タイトル                                                           | アーティスト名義                 | キャラクター           | 初版発売日     | レーベル                           |
| ------------------------------------------------------------------ | -------------------------------- | ---------------------- | -------------- | ---------------------------------- |
| ミクの日感謝祭39's Giving Day                                      | 初音ミク                         | ミク、リン、レン、ルカ | 2010年9月1日   | 5pb.Records                        |
| 初音ミクGT Project Theme Song Collection                           | オムニバス                       | ミク                   | 2011年8月3日   | ソニー・ミュージックダイレクト     |
| 初音ミク ライブパーティー 2011 LIVE CD                             | オムニバス                       | ミク、リン、レン、ルカ | 2011年11月16日 | 5pb.Records                        |
| MIKUNOPOLIS in LOS ANGELES                                         | オムニバス                       | ミク、リン、レン、ルカ | 2011年11月30日 | セガ                               |
| 初音ミクGT Project Theme Song Collection 2012                      | オムニバス                       | ミク                   | 2012年7月18日  | ソニー・ミュージックダイレクト     |
| 初音ミク ミクの日大感謝祭 LIVE CD                                  |                                  | 全員                   | 2012年8月29日  | キャラアニ                         |
| イニシエーション（THE END）                                        | 渋谷慶一郎+東浩紀 feat. 初音ミク | ミク                   | 2012年12月26日 | ソニー・ミュージックダイレクト     |
| イーハトーヴ交響曲                                                 | 冨田勲                           | ミク                   | 2013年1月23日  | 日本コロムビア                     |
| HATSUNE MIKU Digital Stars 2020 Compilation                        | オムニバス                       | ミク                   | 2020年8月26日  | クリプトン・フューチャー・メディア |
| 初音ミク「マジカルミライ 2020」 OFFICIAL ALBUM                     | オムニバス                       | 全員                   | 2020年8月31日  | クリプトン・フューチャー・メディア |
| HATSUNE MIKU Digital Stars 2021 Compilation                        | オムニバス                       | ミク、他               | 2021年7月28日  | クリプトン・フューチャー・メディア |
| 初音ミク「マジカルミライ 2021」 OFFICIAL ALBUM【限定生産盤】(+DVD) | オムニバス                       | 全員                   | 2021年9月29日  | クリプトン・フューチャー・メディア |
| 「初音ミク GALAXY LIVE 2021」 オフィシャルCDアルバム               | オムニバス                       | ミク                   | 2021年12月13日 | シンプルノーツ                     |
| HATSUNE MIKU Digital Stars 2022 Compilation                        | オムニバス                       | ミク                   | 2022年5月25日  | クリプトン・フューチャー・メディア |
| 初音ミク「マジカルミライ」 10th Anniversary OFFICIAL ALBUM         | オムニバス                       | 全員                   | 2022年7月20日  | クリプトン・フューチャー・メディア |
| SNOW MIKU 2023 幽天のファンタジア feat. 初音ミク                   | オムニバス                       | ミク                   | 2023年1月25日  | クリプトン・フューチャー・メディア |
| HATSUNE MIKU Digital Stars 2023 Compilation                        | オムニバス                       | ミク、リン、ルカ、他   | 2023年6月28日  | クリプトン・フューチャー・メディア |
| 初音ミク「マジカルミライ 2023」 OFFICIAL ALBUM【限定盤】           | オムニバス                       | 全員                   | 2023年7月28日  | クリプトン・フューチャー・メディア |
| KARENT presents Yukifull Kitchen feat.初音ミク                     | オムニバス                       | 全員                   | 2024年1月24日  | Karent                             |

### ゲーム関連CD
| タイトル                                                             | アーティスト名義           | キャラクター     | 初版発売日     | レーベル                       |
| -------------------------------------------------------------------- | -------------------------- | ---------------- | -------------- | ------------------------------ |
| 初音ミク -Project DIVA- Original Song Collection                     | Project DIVA feat.初音ミク | ミク、リン、レン | 2009年7月22日  | ランティス                     |
| 初音ミク -Project DIVA Arcade- Original Song Collection              | オムニバス                 | ミク             | 2010年7月7日   | MOER                           |
| 初音ミク -Project DIVA- 2nd NONSTOP MIX COLLECTION                   | オムニバス                 | 全員             | 2010年7月28日  | ソニー・ミュージックダイレクト |
| 初音ミク -Project DIVA Arcade- Original Song Collection Vol.2        | オムニバス                 | 全員             | 2011年10月26日 | dmARTS                         |
| 初音ミク-Project DIVA- extend Complete Collection                    | オムニバス                 | 全員             | 2011年11月9日  | ソニー・ミュージックダイレクト |
| 初音ミク -Project DIVA- F Complete Collection                        | オムニバス                 | 全員             | 2013年3月6日   | ソニー・ミュージックダイレクト |
| 「セブンスドラゴン２０２０&２０２０-Ⅱ」 初音ミク・アレンジトラックス | オムニバス                 | ミク             | 2013年7月24日  | U/M/A/A Inc.                   |
| プロジェクトセカイ関連CD                                             |                            |                  |                |                                |

### クリエイター関連CD
以下は、初音ミクが用いられているクリエイター関連の音楽CDの中で、CDあるいは収録曲のアーティスト名などの中に初音ミクの名前が明記されているもの。
なお、これら以外にも初音ミクをボーカルとして使用しているが、初音ミクの名前が記されていないCDも存在する。

#### 2000年代（クリエイター関連）
| タイトル                                       | クリエイター                         | キャラクター     | 初版発売日     | レーベル                               |
| ---------------------------------------------- | ------------------------------------ | ---------------- | -------------- | -------------------------------------- |
| 星のカケラ                                     |                                      | ミク             | 2008年1月25日  | フロンティアワークス                   |
| Re:package                                     | livetune feat.初音ミク               | ミク             | 2008年8月27日  | ビクター                               |
| 桜ノ雨                                         | absorb feat.初音ミク                 | ミク             | 2008年11月26日 | 日本クラウン                           |
| みくのかんづめ                                 | OSTER project feat.初音ミク          | ミク             | 2008年12月3日  | MOER                                   |
| supercell                                      | supercell feat.初音ミク              | ミク             | 2009年3月4日   | ソニー・ミュージック                   |
| EXIT TUNES PRESENTS Vocarhythm feat.初音ミク   | オムニバス                           | ミク             | 2009年3月4日   | EXIT TUNES                             |
| Re:MIKUS                                       | livetune feat.初音ミク               | ミク             | 2009年3月25日  | ビクター                               |
| unformed                                       | doriko feat.初音ミク                 | ミク             | 2009年3月25日  | MOER                                   |
| 恋空リサイクリング                             |                                      | ミク、他         | 2009年3月25日  | ランティス                             |
| EXIT TUNES PRESENTS Vocalostar feat.初音ミク   | オムニバス                           | 全員             | 2009年6月17日  | EXIT TUNES                             |
| Toy Box                                        | OneRoom feat. 初音ミク               | ミク、ルカ       | 2009年7月29日  | MOER                                   |
| 8 bit darling project ; DELUXE                 | Sweet Vacation meets 初音ミク        | ミク、リン、ルカ | 2009年8月19日  | Bug Music                              |
| 初音ミク ベスト 〜memories〜                   | オムニバス                           | ミク             | 2009年8月26日  | ソニー・ミュージックダイレクト         |
| 初音ミク ベスト 〜impacts〜                    | オムニバス                           | 全員             | 2009年8月26日  | ドワンゴ・エージー・エンタテインメント |
| Hatsune Miku Orchestra                         | HMOとかの中の人。（PAw Lab.）        | ミク             | 2009年8月26日  | JOINT RECORDS                          |
| SHIBUYA                                        | BECCA feat.初音ミク                  | ミク             | 2009年8月26日  | JOINT RECORDS                          |
| Heartsnative                                   | MOSAIC.WAV×鶴田加茂 feat. 初音ミク   | 全員             | 2009年10月21日 | エンターブレイン                       |
| THE COMPLETE BEST OF ラマーズP                 | ラマーズP feat. 初音ミク             | ミク、他         | 2009年11月18日 | EXIT TUNES                             |
| THE COMPLETE BEST OF azuma                     | azuma feat.初音ミク                  | ミク、リン、ルカ | 2009年12月2日  | EXIT TUNES                             |
| THE COMPLETE BEST OF 164 from 203soundworks    | 164 from 203soundworks feat.初音ミク | ミク             | 2009年12月16日 | EXIT TUNES                             |
| RAINBOW SNOW 〜オーロラにえがいたLove Letter〜 | 王族BAND feat. 初音ミク              | ミク             | 2009年12月16日 | 日本クラウン                           |
| Miku-Ro Adventure!                             | エイプリルズ feat. 初音ミク          | ミク             | 2009年12月23日 | Pヴァイン・レコード                    |

#### 2010年 - 2014年（クリエイター関連）
| タイトル                                                | アーティスト名義                                                  | キャラクター                             | 初版発売日     | レーベル                               |
| ------------------------------------------------------- | ----------------------------------------------------------------- | ---------------------------------------- | -------------- | -------------------------------------- |
| EXIT TUNES PRESENTS Vocalolegend feat.初音ミク          | オムニバス                                                        | ミク、リン、レン、ルカ                   | 2010年1月20日  | EXIT TUNES                             |
| 相愛性理論                                              | DECO*27                                                           | ミク                                     | 2010年4月21日  | UMAA / Joint Records                   |
| EXIT TUNES PRESENTS Vocalogenesis feat.初音ミク         | オムニバス                                                        | 全員                                     | 2010年5月19日  | EXIT TUNES                             |
| シンデレラ・サマー                                      | ショウタ&チュウタ feat.初音ミク                                   | ミク                                     | 2010年6月2日   | 日本クラウン                           |
| イドへ至る森へ至るイド                                  | Sound Horizon                                                     | ミク                                     | 2010年6月16日  | キングレコード                         |
| 姉うた -80～90's GIRL POP NON-STOP COVER-               | オムニバス                                                        | ミク                                     | 2010年6月30日  | avex trax                              |
| こっち向いて Baby/Yellow                                | ryo(supercell) feat. 初音ミク / kz(livetune) feat. 初音ミク       | ミク                                     | 2010年7月14日  | ソニー・ミュージックダイレクト         |
| feat.PLUS                                               | pal@pop                                                           | ミク                                     | 2010年7月14日  | ビクターエンタテインメント             |
| VOCAROCK collection feat. 初音ミク                      | オムニバス                                                        | ミク、リン、ルカ                         | 2010年7月21日  | FARM RECORDS                           |
| 初音ミクの消失                                          | cosMo@暴走P feat. 初音ミク                                        | ミク                                     | 2010年8月4日   | EXIT TUNES                             |
| MOER feat.初音ミク -2nd anniversary-                    | オムニバス                                                        | ミク、ルカ                               | 2010年8月11日  | MOER                                   |
| VocaL@ntis 〜初音ミクがランティスのネ申曲を歌ってみた〜 | Lantis feat.初音ミク                                              | 全員                                     | 2010年8月25日  | ランティス                             |
| EXIT TUNES PRESENTS Vocaloanthems feat.初音ミク         | オムニバス                                                        | 全員                                     | 2010年9月15日  | EXIT TUNES                             |
| 初音ミク sings ハルメンズ                               | オムニバス                                                        | ミク、リン、ルカ、Project if（ベータ版） | 2010年10月20日 | ビクターエンタテインメント             |
| Cinnamon Philosophy                                     | OSTER project feat.初音ミク                                       | 全員                                     | 2010年10月27日 | 5pb.Records                            |
| ロミオとシンデレラ                                      | doriko feat.初音ミク                                              | ミク                                     | 2010年11月24日 | 5pb.Records                            |
| VOCAROCK collection 2 feat. 初音ミク                    | オムニバス                                                        | ミク、リン、ルカ                         | 2010年12月15日 | FARM RECORDS                           |
| 愛迷エレジー                                            | DECO*27                                                           | ミク、他                                 | 2010年12月15日 | UMAA                                   |
| 護法少女ソワカちゃん Remix! 改の巻                      | 護法少女ソワカちゃんfeat.初音ミク                                 | ミク                                     | 2010年12月15日 | LOiD                                   |
| Marchen                                                 | Sound Horizon                                                     | ミク                                     | 2010年12月15日 | キングレコード                         |
| EXIT TUNES PRESENTS Vocalonexus feat.初音ミク           | オムニバス                                                        | 全員、他                                 | 2011年1月19日  | EXIT TUNES                             |
| 教室                                                    | 桃（from Superduper Radio Next Generation）×yusukeP feat.初音ミク | ミク                                     | 2011年1月19日  | スターダスト音楽出版                   |
| インパーマネンス                                        | アゴリア                                                          | ミク                                     | 2011年2月23日  | UMAA                                   |
| Symphony                                                | buzzG feat.初音ミク×VOCALISTS                                     | ミク                                     | 2011年3月9日   | ビクターエンタテインメント             |
| DJ Lily Presents SUPER VOCALOID                         | オムニバス                                                        | ミク、他                                 | 2011年4月27日  | avex tune                              |
| ヤイクス!                                               | ロンドン・エレクトリシティ                                        | ミク                                     | 2011年4月27日  | UMAA                                   |
| 超絶原宿乙女革命                                        | 木村優                                                            | ミク                                     | 2011年6月22日  | kokokim                                |
| EXIT TUNES PRESENTS Vocalonation feat.初音ミク          | オムニバス                                                        | 全員、他                                 | 2011年7月6日   | EXIT TUNES                             |
| 小さな自分と大きな世界                                  | 40mP feat.初音ミク                                                | ミク、他                                 | 2011年7月20日  | EXIT TUNES                             |
| Cosmo-Loid                                              | オムニバス                                                        | ミク、他                                 | 2011年8月12日  | U-Rythmix records                      |
| 積乱雲グラフィティ/Fallin' Fallin' Fallin'              | ryo(supercell) feat. 初音ミク / Dixie Flatline feat.初音ミク      | ミク                                     | 2011年8月31日  | ソニー・ミュージックダイレクト         |
| EXIT TUNES PRESENTS Vocalocluster feat.初音ミク         | オムニバス                                                        | 全員、他                                 | 2011年10月19日 | EXIT TUNES                             |
| GOSSIP CATS                                             | OSTER"BIG BAND"project                                            | ミク、リン、ルカ、他                     | 2011年10月19日 | BALLOOM                                |
| 初音ミク sings ニューウェイヴ                           | オムニバス                                                        | ミク、リン、レン、ルカ                   | 2011年10月26日 | ビクターエンタテインメント             |
| Glorious World                                          | 蝶々P feat.初音ミク                                               | ミク、リン、他                           | 2011年11月2日  | EXIT TUNES                             |
| アコミク with VOCALOIDS                                 | The 39s                                                           | ミク、ルカ、他                           | 2011年11月30日 | BALLOOM                                |
| VOCAROCK collection 3 feat. 初音ミク                    | オムニバス                                                        | ミク、リン、レン、ルカ、他               | 2011年12月7日  | FARM RECORDS                           |
| 初音ミク DANCE REMIX vol.1                              | オムニバス                                                        | ミク、リン、レン、ルカ                   | 2011年12月7日  | ビクターエンタテインメント             |
| 初音ミク plays 月光下騎士団                             | plusico Produced by Thomas O'hara                                 | ミク                                     | 2011年12月14日 | KNZ x LR2                              |
| OSTERさんのベスト                                       | OSTER project feat.初音ミク                                       | ミク、リン、レン、ルカ、MEIKO、他        | 2012年1月18日  | dmARTS                                 |
| VOCALO SMILE                                            | オムニバス                                                        | ミク                                     | 2012年1月18日  | Full Moon                              |
| VOCALO TEARS                                            | オムニバス                                                        | ミク                                     | 2012年1月18日  |                                        |
| 花束                                                    | doriko feat.初音ミク                                              | ミク                                     | 2012年1月25日  | dmARTS                                 |
| Nyan Cat                                                | daniwellP feat.初音ミク、桃音モモ                                 | ミク、他                                 | 2012年2月1日   | EXIT TUNES                             |
| 坊歌ろいど 〜地の巻〜                                   | オムニバス                                                        | ミク                                     | 2012年2月29日  | U-Rythmix records                      |
| 5150                                                    | ダルビッシュP                                                     | ミク、他                                 | 2012年3月7日   | ビクターエンタテインメント             |
| Lots of Love feat.初音ミク                              |                                                                   | ミク                                     | 2012年3月7日   | Grand Muse                             |
| ミクロティカ                                            | ニューロティカ feat. 初音ミク                                     | ミク                                     | 2012年3月9日   | U-Rythmix records                      |
| Tell Your World EP                                      | livetune feat.初音ミク                                            | ミク                                     | 2012年3月14日  | トイズファクトリー                     |
| ゆめゆめ                                                | DECO*27 feat.初音ミク                                             | ミク                                     | 2012年4月18日  | ソニー・ミュージックダイレクト         |
| TwinTail・TwinGuiter                                    | 初音ミクvs海賊王×[TEST]                                           | ミク                                     | 2012年5月1日   | Royal Records                          |
| ELECTLOID feat.初音ミク                                 | オムニバス                                                        | ミク、リン、レン、ルカ、KAITO、他        | 2012年6月6日   | FARM RECORDS                           |
| 人畜無害                                                | さつき が てんこもり feat.初音ミク                                | ミク、レン、ルカ、他                     | 2012年6月27日  | dmARTS                                 |
| Obscure Questions                                       | ピノキオP feat. 初音ミク                                          | ミク                                     | 2012年7月4日   | EXIT TUNES                             |
| 渋谷系 feat.初音ミク                                    | オムニバス                                                        | ミク                                     | 2012年7月11日  | ワーナーミュージック・ジャパン         |
| I love Visualizm                                        | マチゲリータ feat.初音ミク                                        | ミク、リン、レン、ルカ、他               | 2012年7月25日  | ビクターエンタテインメント             |
| 初音ミク 5thバースデー ベスト 〜memories〜              | オムニバス                                                        | 全員                                     | 2012年8月1日   | ソニー・ミュージックダイレクト         |
| 初音ミク 5thバースデー ベスト 〜impacts〜               | オムニバス                                                        | 全員、他                                 | 2012年8月1日   | ドワンゴ・エージー・エンタテインメント |
| EXIT TUNES PRESENTS Vocaloconnection feat.初音ミク      | オムニバス                                                        | 全員、他                                 | 2012年8月1日   | EXIT TUNES                             |
| 星ノ少女ト幻奏楽土                                      | cosMo@暴走P feat. 初音ミク・GUMI                                  | ミク、リン、ルカ、他                     | 2012年8月15日  | EXIT TUNES                             |
| ODDS&ENDS/Sky of Beginning                              | ryo(supercell) feat. 初音ミク/じん（自然の敵P）feat. 初音ミク     | ミク                                     | 2012年8月29日  | ソニー・ミュージックダイレクト         |
| Weekender Girl/fake doll                                | kz(livetune) feat.初音ミク/八王子P feat.初音ミク                  | ミク                                     | 2012年8月29日  | トイズファクトリー                     |
| Birthday Songs For 初音ミク                             | オムニバス                                                        | 全員                                     | 2012年8月31日  | U-Rythmix records                      |
| ALL THAT 千本桜                                         | オムニバス                                                        | ミク（原曲）                             | 2012年9月12日  | dmARTS                                 |
| ボカロ超ミックス39 feat. 初音ミク                       | オムニバス                                                        | ミク、リン、レン、ルカ、KAITO、他        | 2012年9月26日  | EMI                                    |
| ミク★パンク 創世編                                      | オムニバス                                                        | ミク、リン、ルカ、他                     | 2012年10月24日 | ビクターエンタテインメント             |
| ミクパンク 80'S オン キャプテンレコード                 | オムニバス                                                        | -                                        | 2012年10月24日 | ウルトラ・ヴァイヴ                     |
| Heartsnative 2                                          | MOSAIC.TUNE feat. 初音ミク                                        | ミク                                     | 2012年11月7日  | ジェネオン・ユニバーサル               |
| VOCAROCK collection 4 feat. 初音ミク                    | オムニバス                                                        | ミク、リン、レン、ルカ、他               | 2012年11月28日 | FARM RECORDS                           |
| 初音階段                                                | 非常階段 starring 初音ミク                                        | ミク                                     | 2013年1月16日  | U-Rythmix records                      |
| EXIT TUNES PRESENTS Vocalosensation feat.初音ミク       | オムニバス                                                        | ミク、リン、レン、ルカ、他               | 2013年2月20日  | EXIT TUNES                             |
| 5th ANNIVERSARY BEST                                    | 黒うさP feat.初音ミク                                             | 全員                                     | 2013年3月6日   | HPQ                                    |
| シンタイソクテイ                                        | 40mP feat. 初音ミク、GUMI                                         | ミク、他                                 | 2013年3月20日  | EXIT TUNES                             |
| みんな幸せにな〜れ!                                     | うたたP feat.初音ミク、MAYU、結月ゆかり                           | ミク、他                                 | 2013年4月17日  | EXIT TUNES                             |
| 僕は初音ミクとキスをした                                | みきとP feat. 初音ミク                                            | ミク、リン、他                           | 2013年4月17日  | EXIT TUNES                             |
| World on Color                                          | koyori(電ポルP)                                                   | ミク、他                                 | 2013年7月24日  | BinaryMixx Records                     |
| Fictional World                                         | 蝶々P feat. 初音ミク                                              | ミク、リン、レン、他                     | 2013年8月7日   | EXIT TUNES                             |
| 妖艶和奏絵巻 feat.初音ミク                              | オムニバス                                                        | ミク、リン、レン、ルカ、KAITO、他        | 2013年8月7日   | HPQ                                    |

#### 2015年 - （クリエイター関連）
| タイトル   | クリエイター         | キャラクター | 初版発売日                                       | レーベル |
| ---------- | -------------------- | ------------ | ------------------------------------------------ | -------- |
| 私たちの道 | One Hokkaido Project | WESS RECORDS | デジタル配信2019年2月20日 CDシングル2019年3月6日 |          |

### その他の音楽CD
2008年2月28日発売のゲームソフト「トリノホシ 〜Aerial Planet〜」の特典CDに「feat.初音ミク」名義のイメージソング4曲が収録されている。
また、2010年2月3日にグッドスマイルカンパニーと音楽レーベルMOERによる、冬をテーマとした楽曲のCDと雪の結晶をあしらった ねんどろいど「雪ミク」のセット「VOCALOID SEASON COLLECTION 〜SNOW SONGS〜 ねんどろいどぷち 雪ミクセット」が1万セット限定で発売されている。

## ミュージック・ビデオ
| タイトル                    | アーティスト         | レーベル                                 | リリース       | 販売形態         |
| --------------------------- | -------------------- | ---------------------------------------- | -------------- | ---------------- |
| 初音ミクDVD〜impacts〜      | オムニバス           | ドワンゴ・ミュージックエンタテインメント | 2010年2月10日  | DVD              |
| 初音ミクDVD〜memories〜     | オムニバス           | ソニー・ミュージックダイレクト           | 2010年2月10日  | DVD              |
| 初音ミクVision              | オムニバス           | ポニーキャニオン                         | 2011年7月20日  | DVD              |
| Vocalo Vision feat.初音ミク | オムニバス           | ポニーキャニオン                         | 2011年12月21日 | DVD              |
| 創造Endless                 | 三重の人             | ジェネオン・ユニバーサル                 | 2012年11月28日 | DVD              |
| Best Selection of わかむらP | わかむらP            | ソニー・ミュージックダイレクト           | 2013年2月6日   | Blu-ray Disc DVD |
| 私たちの道                  | One Hokkaido Project | WESS RECORDS                             | 2019年2月8日   |                  |

『私たちの道』のMVはYouTube上に公開されている。

## ライブ・ビデオ
| タイトル                                                            | レーベル                    | リリース       | 販売形態             |
| ------------------------------------------------------------------- | --------------------------- | -------------- | -------------------- |
| ミクの日感謝祭 39's Giving Day                                      | 5pb.Records                 | 2010年9月1日   | Blu-ray Disc DVD UMD |
| 初音ミク・ライブパーティー 2011 ミクパ♪                             | 角川書店                    | 2011年11月16日 | Blu-ray Disc DVD     |
| MIKUNOPOLIS in LOS ANGELES “はじめまして、初音ミクです”             | セガ                        | 2011年12月21日 | Blu-ray Disc DVD     |
| 初音ミク ミクの日大感謝祭 初音ミクライブパーティー2012（ミクパ♪）   | セガ                        | 2012年8月29日  | Blu-ray Disc DVD     |
| 初音ミク ミクの日大感謝祭 初音ミクコンサート 最後のミクの日感謝祭   | セガ                        | 2012年8月29日  | Blu-ray Disc DVD     |
| HATSUNE Appearance                                                  | ムービック                  | 2013年4月26日  | Blu-ray Disc         |
| 初音ミク ライブパーティー 2013 in Kansai(ミクパ♪)                   | 角川書店                    | 2013年8月30日  | Blu-ray Disc DVD     |
| 初音ミク HATSUNE Appearance 夏祭初音鑑                              | 角川書店                    | 2014年1月26日  | Blu-ray Disc DVD     |
| 初音ミク「マジカルミライ 2013」                                     | 角川書店                    | 2014年2月19日  | Blu-ray Disc DVD     |
| 初音ミク「マジカルミライ 2014」in OSAKA                             | アニプレックス              | 2015年3月11日  | Blu-ray Disc         |
| HATSUNE MIKU EXPO in New YorkU                                      | 角川書店                    | 2015年7月31日  | Blu-ray Disc DVD     |
| 初音ミク「マジカルミライ 2015」in 日本武道館                        | ビクター エンタテインメント | 2016日1月13日  | Blu-ray Disc DVD     |
| 初音ミクシンフォニー ～Miku Synphony 2016～ オーケストラライブ      | WARNER MUSIC JAPAN          | 2016年11月9日  | CD                   |
| 初音ミク「マジカルミライ 2016」                                     | ビクター エンタテインメント | 2016年12月21日 | Blu-ray Disc DVD     |
| 初音ミク「マジカルミライ 2017」                                     | ビクター エンタテインメント | 2018年1月10日  | Blu-ray Disc DVD     |
| 初音ミクシンフォニー ～Miku Synphony 2017～ オーケストラライブ      | WARNER MUSIC JAPAN          | 2018年3月7日   | Blu-ray Disc DVD CD  |
| 初音ミク 「マジカルミライ 2018」                                    | ビクター エンタテインメント | 2018年12月27日 | Blu-ray Disc DVD     |
| 初音ミクシンフォニー ～Miku Synphony 2018-2019～ オーケストラライブ | WARNER MUSIC JAPAN          | 2019年4月24日  | Blu-ray Disc CD      |
| 初音ミクシンフォニー ～Miku Synphony 2019～ オーケストラライブ      | WARNER MUSIC JAPAN          | 2019年12月18日 | CD                   |
| 初音ミク「マジカルミライ 2019」                                     | Flying Dog                  | 2020年1月8日   | Blu-ray Disc DVD     |
| 初音ミクシンフォニー ～Miku Synphony 2020～ オーケストラライブ      | WARNER MUSIC JAPAN          | 2021年2月3日   | Blu-ray Disc CD      |
| 初音ミク「マジカルミライ 2020」                                     | Flying Dog                  | 2021年4月21日  | Blu-ray Disc DVD     |
| 初音ミクシンフォニー ～Miku Synphony 2021～ オーケストラライブ      | WARNER MUSIC JAPAN          | 2022年2月2日   | Blu-ray Disc CD      |
| 初音ミク「マジカルミライ 2021」                                     | Flying Dog                  | 2022年3月9日   | Blu-ray Disc DVD     |
| 初音ミク「マジカルミライ」 10th Anniversary                         | ビクター エンタテインメント | 2023年1月18日  | Blu-ray Disc DVD     |
| SNOW MIKU 2023                                                      | KARENT                      | 2023年1月25日  | CD                   |
| 初音ミク「マジカルミライ 2023」                                     | ビクター エンタテインメント | 2024年1月31日  | Blu-ray Disc DVD     |

## 楽器・音楽再生機器
YAMAHA × 初音ミク
音声合成エンジン「VOCALOID」系列の開発元だが、クリプトン社が自社でエンジンの開発に取り組むようになってからはコラボ先としての趣が強くなっている（クリプトン側は「初音ミク マジカルミライ 2019」の企画展トークステージ「新技術発表会」においてYAMAHAとの決別を否定している）。
それ以外ではウェブキャスティングミキサーやモニタースピーカー、ギター、アンプ、VOCALOIDエンジンの応用商品（ボーカロイドキーボード）などの初音ミクコラボモデルを発売している。
歌うキーボード ポケット・ミク（Gakken）
歌声を演奏する音楽ガジェット。クリプトン社のバーチャルシンガー・初音ミクの音声データを採用しており、YAMAHAのeVocaloid 対応音源 LSI “NSX-1" を搭載する。
ウォークマン（ソニー）
オタマトーン（明和電機）
2021年11月、音符の形をした電子楽器「オタマトーン」とのコラボ製品「オタマトーン 初音ミクver.」が発売。大きな反響を呼び、翌年11月にはオタマトーンデラックス初のぬいぐるみ製ウィッグを組み込んだ「オタマトーン デラックス 初音ミク Ver.」も発売。
初音ミク×ESP
2020年11月よりギターメーカー「ESP」とコラボし、初音ミクモデルのギター「初音ミク シグネチュアモデル ESP STREAM-Miku-Custom」やピックなどが発売された。その後も定期的にコラボが行われ、雪ミクのギターなど展開幅を広げている。

## アーティストとのコラボ企画
- コンサート・舞台については初音ミクの関連イベントを参照。

BUMP OF CHICKEN
2014年3月12日に発売されたBUMP OF CHICKENの音楽シングル配信で初音ミクとのコラボレーション曲「ray feat. HATSUNE MIKU」が配信された。同日発売された音楽アルバムRAYに収録されている「ray」のコラボ版で、作詞・作曲は藤原基央、初音ミクのプログラミングはレーベルメイトであるkz（livetune）が手がけた。さらに初音ミクの権利元であるクリプトン社の完全監修によるPVも撮影された。同社は今回のために「14（イチヨン）モデル」という新たなビジュアルの初音ミクを制作したほか、技術的に全面的なサポートを行っている。PVの監督は東市篤憲が務め、初音ミクのダンスはYumikoが考案した。
安室奈美恵
2015年6月10日に発売された安室奈美恵の音楽アルバムの_genicに初音ミクとのコラボレーション曲「B Who I Want 2 B feat. U hum sneak it」が収録された。作曲はSophie、作詞はSophieとMitchie Mが共同で、ビジュアルは副島成記が担当した。NYLON JAPANでは9月28日発売の2015年11月号にWEB通販限定版で初音ミクと安室奈美恵のイラストが表紙を飾った。2015年10月14日に公開されたミュージックビデオは初音ミクと安室奈美恵が全編フルCGで“共演”した。安室奈美恵がバーチャルの世界に飛び込むという、次元を超えたコラボレーション作品になったとしている。
ビッグ・ボーイ
アウト・キャストのビッグ・ボーイの楽曲「Kill Jill ft. Killer Mike & Jeezy」に初音ミクの音源がサンプリングされている。
One Hokkaido Project
NHK札幌放送局・北海道内民放テレビ5局による合同キャンペーン「One Hokkaido Project」のキャンペーンソングとして、同曲の「著名人バージョン」の参加アーティストの一組として使用。
Aqours
2022年8月24日にラブライブ!サンシャイン!!から生まれたグループのAqoursとのコラボレーションでAqours feat. 初音ミクとして楽曲「BANZAI! digital trippers」が発売された。同曲はラブライブ！サンシャイン!! × 初音ミクコラボ アニメーションPVも制作され、一部試聴用にYouTubeで配信のち、CDに映像ソフトとして付属した。ラブライブ!サンシャイン!!とはGiGO コラボカフェでもコラボしている。全てAqoursの結成6周年記念プロジェクト「We Are Challengers Project」の一環である。

## カラオケ配信
初音ミクを用いて発表された人気楽曲の業務用カラオケでの配信については、まずJOYSOUNDにおいて『みくみくにしてあげる♪』（歌手名『ika_mo feat.初音ミク』）の2007年12月8日からの配信と『恋スルVOC@LOID』（歌手名『OSTER project feat.初音ミク』）の2007年12月15日のからの配信が決まり、その後多数の曲が配信されるようになっている。ただし、上記2曲より後に配信された曲については、クリプトンからのキャラクター名使用の許諾を受けて歌手名に「feat.初音ミク」の表記が付けられるようになったのは2009年からである。また2009年以降でも、初音ミクの表記をつけるかどうかは作者側が選択する形になっているため、初音ミクで発表された曲であっても歌手名に初音ミクの名前が無い場合もある。
カラオケでは特にJOYSOUNDではユーザーからの配信のリクエストを受け付ける「リアルタイムリクエスト」の仕組みを通じて多数の曲が配信されており、初音ミクなどのVOCALOIDで発表された曲がランキングの上位にも登場、2010年末にはJOYSOUND運営会社エクシングの子会社エクシング・ミュージックエンタテイメント社内に、これらの楽曲の使用料を管理するための音楽出版事業を行う「第二事業部」を設立している。
また、通信カラオケ最大手のDAMもJOYSOUNDを追う形で2010年10月よりVOCALOID関連楽曲の配信を開始し、2011年にはピアプロとコラボしてカラオケ機種「LIVE DAM」ので使用する背景映像の一般募集も行っている。